# Hideaki Kitajima
Hideaki Kitajima (北嶋 秀朗?, Kitajima Hideaki; Narashino, 3 maggio 1978) è un ex calciatore giapponese, di ruolo attaccante.

## Palmarès

### Club

#### Competizioni nazionali
- Coppa J.League: 1

Kashiwa Reysol: 1999

### Nazionale
- Coppa d'Asia: 1

2000